# Hammarsten (släkt)

Syskonen Lars Jansson och Tove Jansson, 1963

Hammarsten är en svensk-finländsk släkt.
Släkten härstammar från skomakaren Per Olofsson från Rönö i Östergötland  och dennes son kofferdikaptenen och varvsägaren Olof Hammarsten i Norrköping. Dess mest kända medlem är den finländska författaren och konstnären Tove Jansson.

## Släktträd i urval
- Per Olofsson (1738 eller 1739-1796), skomakare 
  - Olof Hammarsten (1774-1837), kofferdikapten, varvsägare
    - Per Wilhelm Hammarsten (1811–1883), skeppsbyggmästare
      - Olof Hammarsten (1841–1932), läkare, fysiolog, universitetsrektor
      - Fredrik Hammarsten (1846–1922), kyrkoherde
        - Signe Hammarsten-Jansson (1882–1970), tecknare och illustratör,  gift med Viktor Jansson (1886–1958), skulptör
          - Tove Jansson (1914–2001), författare och konstnär
          - Lars Jansson (författare)  (1926–2000), tecknare och författare
            - Sophia Jansson-Zambra (född 1962), förläggare

          - Per Olov Jansson (1920–2019), fotograf och författare

        - Einar Hammarsten (1889–1968), fysiolog, professor i klinisk farmaci, gift 1918–1928 med Greta Hammarsten (1896–1964), överläkare, docent i klinisk kemi